# Felton (Northumberland)
Felton – wieś w Anglii, w hrabstwie Northumberland. Leży 37 km na północ od miasta Newcastle upon Tyne i 434 km na północ od Londynu. W 2001 miejscowość liczyła 958 mieszkańców.